# 菩提樹寮のアリア〜金色のコルダシリーズ〜
『菩提樹寮のアリア〜金色のコルダシリーズ〜』（リンデンホールのアリア〜きんいろのコルダシリーズ〜）は、先に販売された『金色のコルダ3』2010年2月25日にコーエーからPS2用とPSP用が同時発売された女性向け恋愛シミュレーションゲームを漫画化した作品でもある。
タイトルがゲームと同様の『金色のコルダ3』としなかったのは前作『金色のコルダ』が漫画のタイトルでは『金色のコルダ2』とはならなかったため2がないのに3に行くには飛躍しすぎているのではないかという事で編集担当と呉由姫が協議した結果『菩提樹寮のアリア〜金色のコルダシリーズ〜』となった。コミックス第1巻の51ページと73ページの4/1スペースにて記述されている。

## 概要
前作の『金色のコルダ』から8年が経過した設定。登場人物は一新した。また、学院内で起こる出来事や恋愛がメインだった前作と異なり、今回は同校の生徒に留まらず、全国から集まる他校のライバル達と全国大会を舞台に競い合う展開になっている。

## 漫画版
白泉社発行の少女漫画雑誌『LaLa』で連載されている。作者はゲーム版のキャラクターデザインを担当した呉由姫で、原案はルビー・パーティー。2011年11月号よりスタートし、2013年10月号まで連載。コミックスは全4巻。
なお、前作の金色のコルダ15巻と16巻に特別編として『金色のコルダ3』としてプロローグ的な内容と仙台編、夏デート?編の3作が収録されている。
- 呉由姫 『菩提樹寮（リンデンホール）のアリア ─金色のコルダシリーズ─』 白泉社〈花とゆめコミックス〉、全4巻
  1. 2012年6月10日発売 ISBN 978-4-592-19326-5
  2. 2013年1月10日発売 ISBN 978-4-592-19327-2
  3. 2013年7月5日発売 ISBN 978-4-592-19328-9
  4. 2013年12月5日発売 ISBN 978-4-592-19329-6